# Chlamydatus montanus
Chlamydatus montanus är en insektsart som beskrevs av Knight 1964. Chlamydatus montanus ingår i släktet Chlamydatus och familjen ängsskinnbaggar. Inga underarter finns listade i Catalogue of Life.